# Francouzské velvyslanectví v Praze
Francouzské velvyslanectví v Praze, oficiálně Velvyslanectví Francie v Praze, krátce též francouzská ambasáda (francouzsky: Ambassade de France à Prague) je zastupitelský úřad Francouzské republiky v Česku. Sídlí v Buquoyském paláci na Velkopřevorském náměstí na Praze 1. Velvyslancem je od roku 2024 Stéphane Crouzat.

## Historie
Francouzská ambasáda v Československu byla zřízena v roce 1919 v Buquoyském paláci, který si francouzský stát pronajal od rodu Buquoyů.
V roce 1930 francouzský stát celý objekt Buquoyského paláce zakoupil.

## Velvyslanci
Toto je tabulka francouzských velvyslanců v Praze od roku 1943. 
| Od             | Do             | Velvyslanec                     |
| Československo | Československo | Československo                  |
| -------------- | -------------- | ------------------------------- |
| 1926           | 1932           | François Charles-Roux           |
| 1932           | 1935           | Léon Noël                       |
| 1935           | 1935           | Paul-Émile Naggiar              |
| 1935           | 1939           | Victor de Lacroix               |
| 1943           | 1945           | Maurice Dejean                  |
| 1945           | 1945           | Louis Keller                    |
| 1945           | 1949           | Maurice Dejean                  |
| 1949           | 1952           | Jean-Marie Rivière              |
| 1952           | 1953           | Daniel Lévi                     |
| 1953           | 1959           | Claude Bréart de Boisanger      |
| 1959           | 1961           | Jean-Paul Garnier               |
| 1961           | 1964           | Ludovic Chancel                 |
| 1964           | 1969           | Roger Lalouette                 |
| 1969           | 1973           | Jacques Vimont                  |
| 1973           | 1975           | André Mattei                    |
| 1975           | 1979           | Emmanuel d'Harcourt             |
| 1979           | 1982           | Pol Le Gourrierec               |
| 1982           | 1983           | Jacques Gaultier de La Ferrière |
| 1983           | 1986           | Pierre Dessaux                  |
| 1986           | 1990           | Jacques Humann                  |
| 1990           | 1993           | Jean Guéguinou                  |
| Česko          |                |                                 |
| 1993           | 1997           | Benoît d'Aboville               |
| 1997           | 2003           | Philippe Coste                  |
| 2003           | 2006           | Joël de Zorzi                   |
| 2006           | 2009           | Charles Fries                   |
| 2009           | 2013           | Pierre Lévy                     |
| 2013           | 2016           | Jean-Pierre Asvazadourian       |
| 2016           | 2017           | Charles Malinas                 |
| 2017           | 2020           | Roland Galharague               |
| 2020           | 2024           | Alexis Dutertre                 |
| 2024           |                | Stéphane Crouzat                |